# Leptomys signatus
Leptomys signatus — вид гризунів родини Muridae. Зустрічається тільки в Папуа-Новій Гвінеї. Його природне місце проживання — субтропічні або тропічні сухі ліси. Йому загрожує втрата середовища проживання.

## Морфологічна характеристика
Гризун середнього розміру, довжина голови й тулуба від 140 до 155 мм, довжина хвоста від 143 до 155 мм, довжина лапи від 36 до 45 мм, довжина вух від 19 до 21,5 мм і вагою до 80 грамів. Шерсть коротка, м'яка, щільна, оксамитова. Верхня частина жовтувато-сіра, а черевна частина біла. На лобі є подовжена білувата пляма. Хвіст такої ж довжини, як голова й тулуб, рівномірно темний з білим кінчиком.

## Поведінка
Це наземний вид.